# Generalauditor
Der Generalauditor (Generalauditeur) war in einigen Heeren der Chef der Militärjustizverwaltung (wie z. B. in Preußen), in anderen nur der höchste Dienstgrad der Auditoren, d. h. der Militärjustizbeamten (wie z. B. in Österreich-Ungarn).
In Preußen stand der Generalauditor dem Generalauditoriat der preußischen Armee vor.
In der schweizerischen Militärjustiz ist der Oberauditor (Abkürzung: OA) für die Verwaltung der Militärjustiz unter Aufsicht des Eidgenössischen Departements für Verteidigung, Bevölkerungsschutz und Sport (VBS) zuständig. Er überwacht außerdem die Tätigkeit der Auditoren und Untersuchungsrichter und teilt den Gerichten die Gerichtsschreiber zu. Der OA bekleidet den Grad eines Brigadiers (Art. 16, 17 MStP).